# Масові вбивства комуністичних режимів

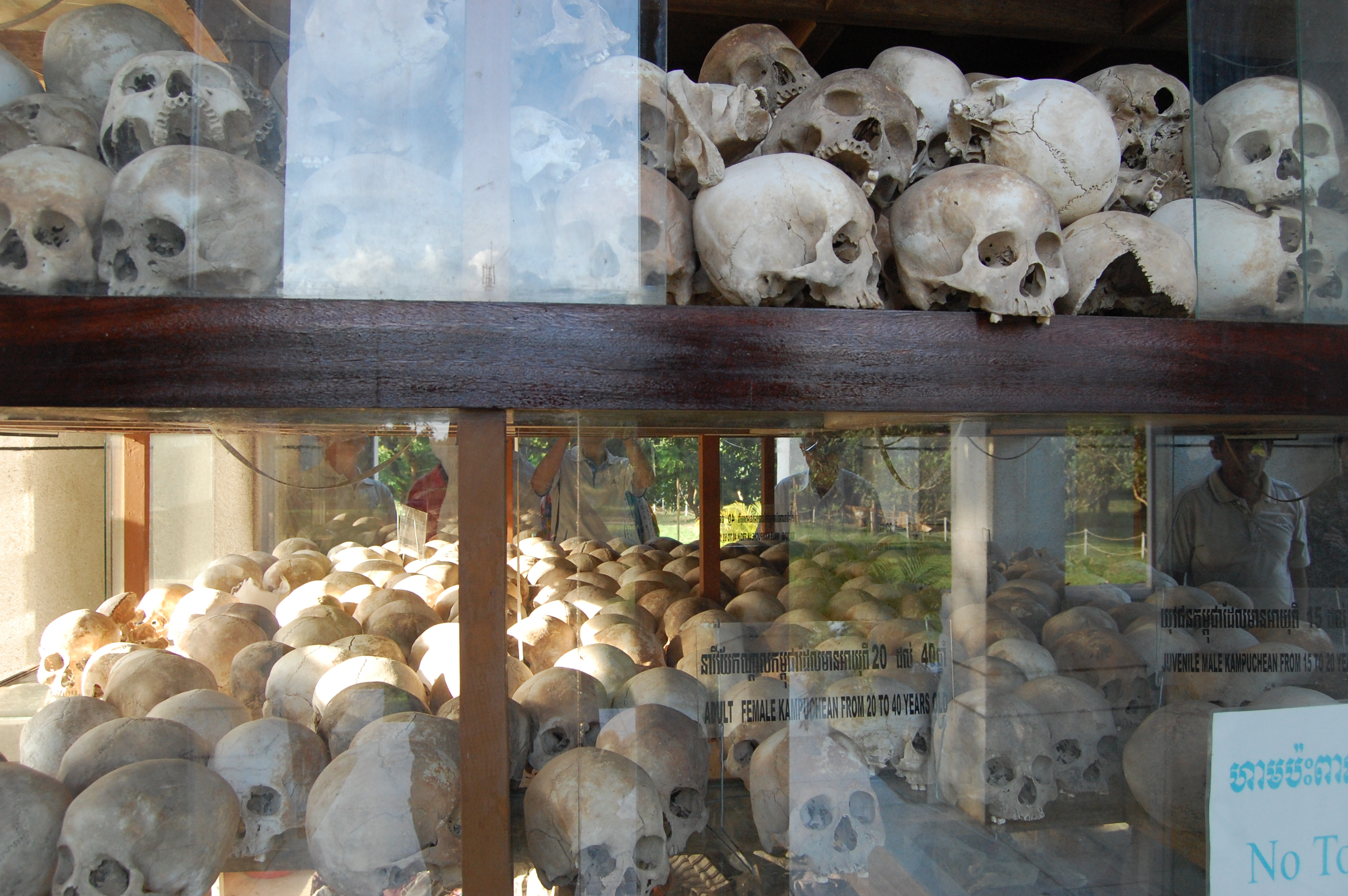
Черепи жертв червоних кхмерів.

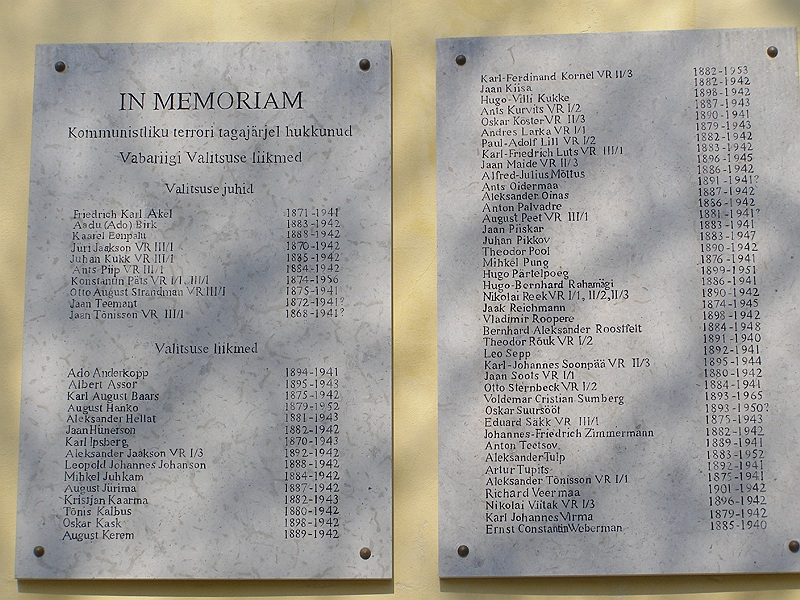
Табличка на Тоомпеа з прізвищами членів уряду Естонії, знищених радянськими органами держбезпеки в добу сталінізму

За комуністичних режимів двадцятого століття траплялися масові вбивства. Оцінки чисельності загиблих помітно різняться залежно від використовуваної методології. Вчені зосереджуються на причинах масових убивств в окремо взятих суспільствах, хоча й було зроблено кілька заяв про загальні причини масових убивств. Деякі кількісно ширші оцінки масових убивств включають не тільки масові душогубства чи страти, які відбувалися під час ліквідації політичних противників, громадянських воєн, кампаній терору і земельних реформ, а і втрати життя в результаті війни, голоду, хвороб і виснаження у трудових таборах. Є вчені, які вважають, що до цих лих спричинилися політика урядів і помилки в управлінні, зараховуючи на підставі цього висновку всі ці смерті до категорій «масові вбивства», «демоцид (народовбивство)», «політицид», «класицид» або розпливчасто визначаючи їх як «геноцид». На думку цих учених, загальна кількість жертв масових убивств, визначених таким чином, обчислюється багатьма десятками мільйонів; однак обґрунтованість цього підходу ставлять під сумнів інші вчені. Підсумовуючи оцінки у своїй «Чорній книзі комунізму», Мартін Маля припустив, що число загиблих коливається у межах від 85 до 100 мільйонів осіб.
Станом на 2011 рік, між науковцями не досягнуто консенсусу щодо причин великомасштабних вбивств із боку держав, у тому числі держав, керованих комуністами. Зокрема, обмеженою є кількість порівняльних досліджень, які дошукуються причин. Найбільші кількості загиблих, задокументовані в комуністичних державах, стосуються СРСР за Йосипа Сталіна, Китайської Народної Республіки часів Мао Цзедуна і Кампучії за червоних кхмерів. Оцінки кількості мирних жителів, убитих лише цими трьома режимами, розходяться від щонайменше 21 до щонайбільше 70 мільйонів. До того ж були ще вбивства меншого масштабу в Північній Кореї, В'єтнамі та в деяких країнах Східної Європи і Африки.

#### Друга світова війна

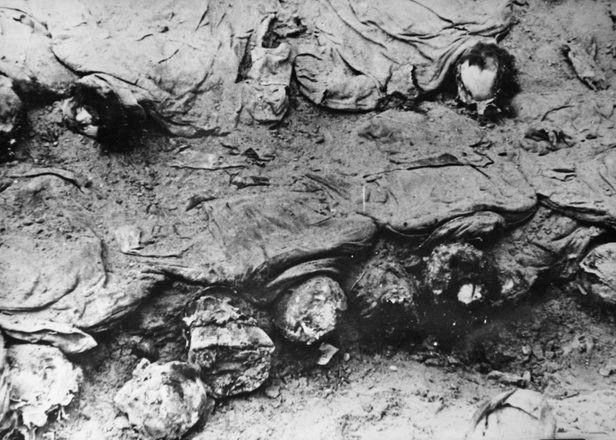
Ексгумація жертв Катині в 1943 році

## Держави, де відбулися масові вбивства

### Болгарська Народна Республіка
За словами Бенджаміна Валентіно, наявні дані свідчать про те, що в Болгарії, починаючи з 1944 р., в ході колективізації у сільському господарстві і політичних репресій могло бути вбито від 50 000 до 100 000 осіб, хоча для того, щоб робити остаточний висновок документів недостатньо. Діню Шарланов у своїй книжці «Історія комунізму в Болгарії» відзначає, що за комуністичного режиму з 1944 по 1989 рік було вбито близько 31 000 осіб.

### Польща
Після повторного вступу Червоної Армії на територію Польщі в 1944 році трапилися масові вбивства і депортації вояків Армії Крайової, які брали участь спільно з СРСР у визволенні Вільнюса (операція «Гостра Брама») і Львова (операція «Буря»).
Найбільшим задокументованим злочинством, скоєним НКВС на території сучасної Польщі за активної співучасті МГБ і Польської Народної Армії, була Августівська облава.
Більшість жертв комуністичних злочинів у післявоєнну добу складали колишні вояки Армії Крайової та бійці самостійницького підпілля, які піднялися на збройну боротьбу проти нового загарбника. Після придушення антикомуністичного підпілля у період після 1947 року більшість жертв було засуджено в результаті так званих судових убивств. Це були солдати того підпілля, що боролося за незалежність, вояки Армії Крайової та опозиційні діячі. На початку 50-х років жертвами судових убивств стали також дійсні офіцери Війська Польського з довоєнним стажем. Завершення доби сталінізму в Польщі увінчалося різаниною робітників у Познані в червні 1956 року.

### Східна Німеччина
На думку Валентіно, в Східній Німеччині, починаючи з 1945 р., у ході політичних репресій із боку Радянського Союзу могло бути вбито від 80 000 до 100 000 осіб.

### Соціалістична Республіка Румунія
За словами Валентіно, в Румунії з 1945 року в рамках колективізації сільського господарства і політичних репресій могло бути вбито від 60 000 до 300 000 осіб.

### Північна Корея
За словами Рудольфа Руммеля, примусова праця, страти і концентраційні табори вилилися у понад мільйон смертей з 1948 по 1987 рік у Корейській Народно-Демократичній Республіці; інші приписують 400 000 смертей самим тільки концтаборам. За оцінками П'єра Рігуло, було 100 000 страт, 1,5 млн смертей, спричинених концтаборами і рабською працею, 500 000 смертей від голоду і 1,3 млн загиблих у Корейській війні. Оцінки на основі найостаннішого північнокорейського перепису показують, що від 240 000 до 420 000 осіб загинули в результаті голоду 1990-х років і що на додачу до цього у Північній Кореї було від 600 000 до 850 000 випадків смерті з 1993 по 2008 рік. Голод, який забрав аж один мільйон життів, було охарактеризовано як результат економічної політики уряду Північної Кореї та як навмисний «терор голодом». У 2009 році Стівен Роузфільд заявив, що Червоний Голокост «як і раніше зберігається у Північній Кореї», оскільки Кім Чен Ір «відмовляється обходитися без масових убивств».

### Демократична Республіка В'єтнам
На початку 1950-х років комуністичний уряд у Північному В'єтнамі приступив до втілення в життя програми земельної реформи, яка, на думку Стівена Роузфільда, була «націлена на винищення класових ворогів». Жертви обирали довільним чином, дотримуючись плану в чотири-п'ять відсотків. Катування застосовувалися в широкому масштабі, настільки, що до 1954 року Хо Ши Мін стривожився і заборонив їх. За оцінками, приблизно від 50 000 до 172 000 людей загинуло в кампаніях проти багатих землеробів і землевласників. Оцінки Роузфільда виражаються в набагато більших цифрах, які коливаються від 200 000 до 900 000, куди включено і страти без суду і слідства членів В'єтнамської національної партії.

### Народно-Демократична Республіка Ефіопія
«Amnesty International» вважає, що під час Червоного терору 1977 і 1978 років у цілому було вбито півмільйона осіб. Упродовж терору групи людей зганяли в церкви, які потім підпалювали, а жінок солдати піддавали систематичним зґвалтуванням. «Фонд порятунку дітей» доповідав, що жертвами червоного терору стали не тільки дорослі, а й 1 000 чи більше дітей, переважно у віці від одинадцяти до тринадцяти років, чиї трупи були залишені на вулицях Аддіс-Абеби. Сам Менгісту Хайле Маріам нібито вбивав своїх політичних супротивників голими руками.

### Угорщина

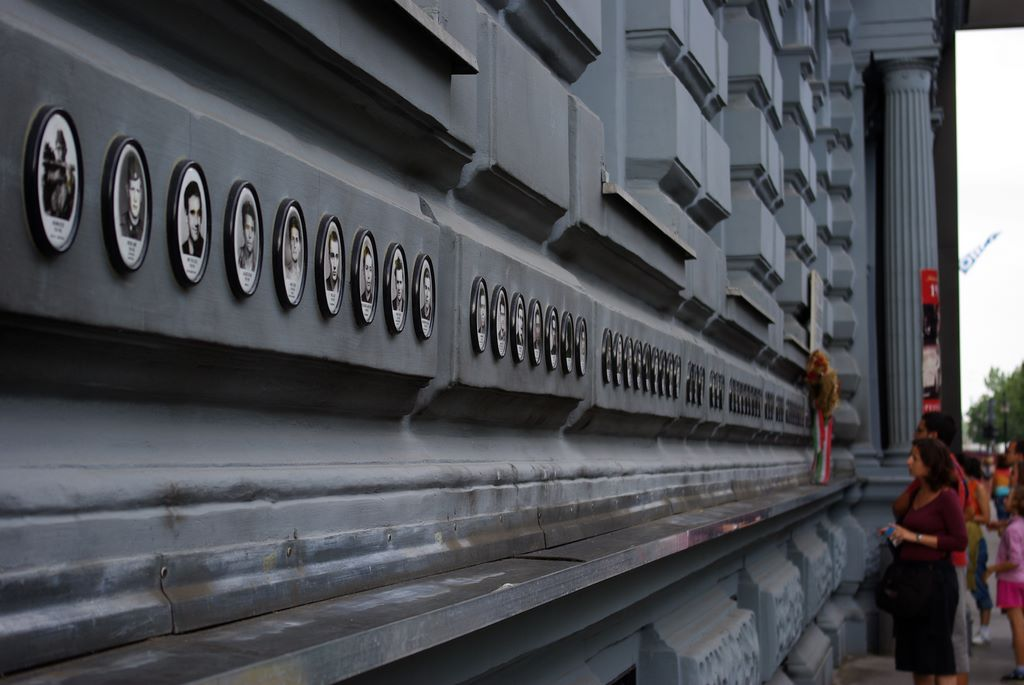
Музей терору у Будапешті.

У період короткочасної Угорської Радянської Республіки в 1919 році місцеві ленінці чинили злочини проти політичних опонентів. Після Другої світової війни комуністичне Управління державної безпеки утримувало концтабори і несе відповідальність за масові вбивства.

### Соціалістична Федеративна Республіка Югославія

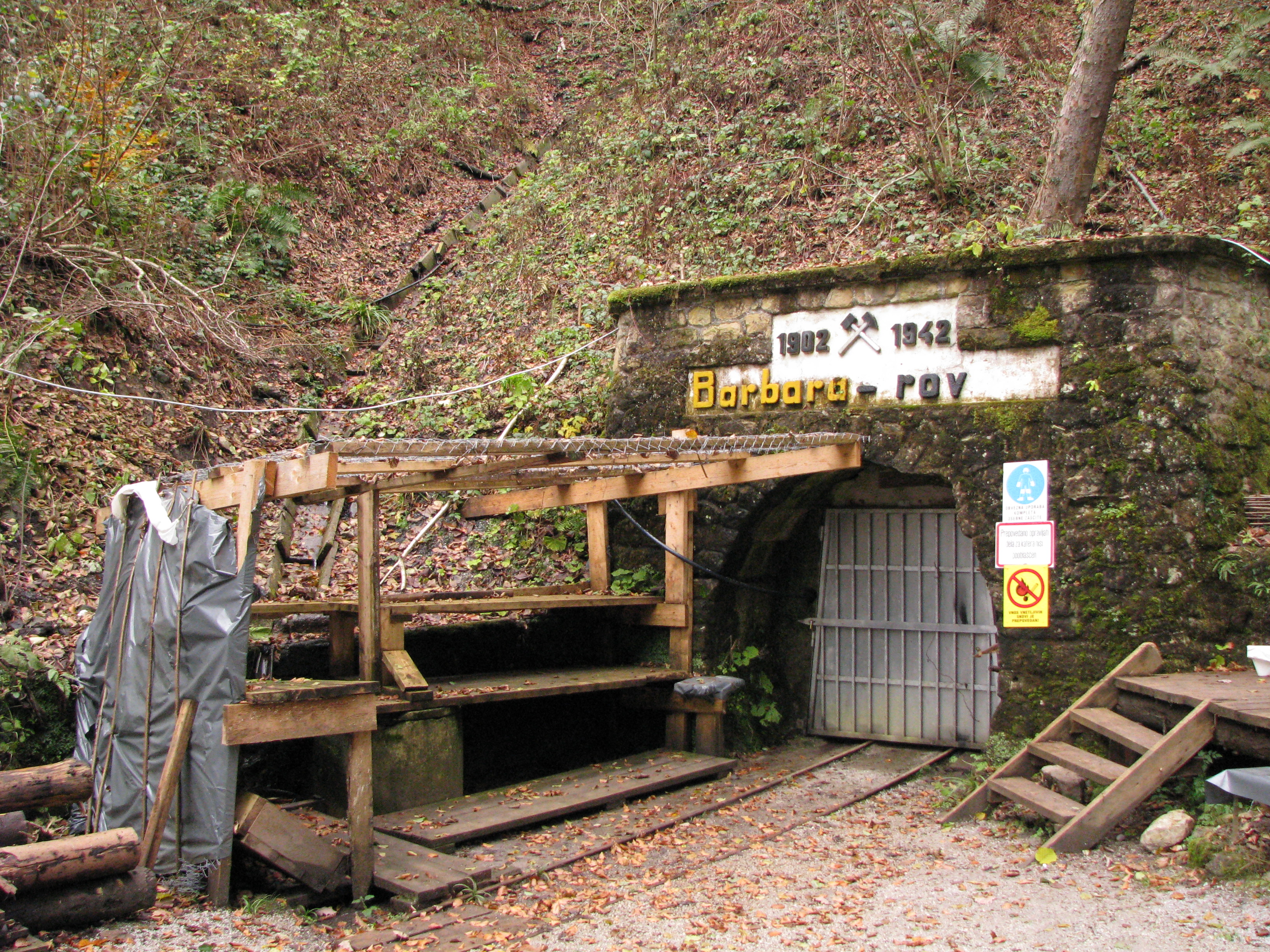
Вхід у Барбарин Рів (частина рудника Худа Яма біля однойменного містечка).

### Демократична Республіка Афганістан
Незважаючи на те, що Демократична Республіка Афганістан часто розглядається як приклад комуністичного геноциду, вона, за словами Франка Веймана і Атсуші Таго, становить проміжний випадок. Перед радянським вторгненням Народно-демократична партія Афганістану стратила від 10 до 27 тисяч осіб, здебільшого в тюрмі Пул-е-Чархі. Після вторгнення в 1979 році Радянський Союз встановив маріонетковий уряд Бабрака Кармаля, але він так і не оформився як комуністичний режим і перебував у безперервному стані війни. До 1987 року близько 80 % території країни постійно не контролювали ні про-комуністичний уряд (за підтримки радянських військ), ні озброєна опозиція. Для того, щоб порушити баланс на свою користь, СРСР використав тактику, яка являла собою поєднання політики «випаленої землі» і «міграційного геноциду»: систематично спалюючи посіви і знищуючи села у бунтівних провінціях, а також бомбардуючи у відповідь на ворожі дії цілі села, запідозрені у приховуванні або підтримуванні учасників опору, радянські інтервенти намагалися змусити місцеве населення перейти на підконтрольну їм територію, тим самим позбавляючи збройну опозицію підтримки місцевих жителів. На час виведення радянських військ (у 1988 році) було вбито від 1 до 1,5 млн осіб, переважно мирних афганців, а третина населення Афганістану стала переміщеними особами. М. Хасан Какар доводив, що «афганців можна віднести до останніх жертв геноциду з боку наддержави». Було розкопано масові поховання страчених в'язнів, що датуються радянським періодом.

### Куба
За словами Джея Ульфельдера і Бенджаміна Валентіно, у дослідженні щодо оцінки ризиків спонсорованого державою масового вбивства, де масове вбивство визначається як «дії урядовців[, що] обернулись умисною смертю принаймні 1000 некомбатантів із розрізненої групи у період безперервного насильства», кубинський уряд Фіделя Кастро знищив від 5000 до 8335 службовців, не причетних до безпосередніх воєнних дій, у рамках кампанії політичних репресій у 1959—1970 рр.